# 핸드폰 (영화)
"핸드폰"은 2009년에 개봉한 대한민국의 스릴러 영화이다.

## 캐스팅
- 박용우 : 정이규 역
- 엄태웅 : 오승민 역
- 박솔미 : 김정연 역
- 황보연 : 김대진 역
- 이세나 : 윤진아 역
- 박길수 : 최 사장 역
- 이승준 : 강명식 역
- 김구택 : 츄리닝 남 역
- 전배수 : 송기택 역
- 장선호 : 최 사장 똘마니 역
- 오주희 : 마트 지점장 역
- 이아린 : 마트 여직원 2 역
- 박원빈 : 기획사 직원 1 역
- 곽도원 : 경찰 반장 역
- 태인호 : 경찰 역
- 임지현 : 윤진아 코디 역
- 홍재성 : 산부인과 의사 역
- 오창경 : 박 PD 역
- 설지윤 : 영지 엄마 역
- 양조아 : 조깅여 역
- 김주령 : 이규 모 음성 역
- 김남길 : 장윤호 역 (특별출연)
- 김병춘 : 사진작가 역 (특별출연)
- 봉만대 : 영화감독 역 (특별출연)
- 최주봉 : 약사 역 (특별출연)
- 김유석 : 한준수 역 (특별출연)
- 주진모 : 김 반장 역 (특별출연)
- 서우 : 이규 동생 역 (특별출연)
- 김구라 : 라디오 DJ 역 (특별출연)
- 김종석 : 결혼식 사회자 역 (특별출연)